# Aleksander Potocki (1756–1812)
Aleksander Potocki herbu Pilawa (ur. w 1756, zm. 10 maja 1812 w Koniecpolu) – hrabia, wolnomularz, minister policji Księstwa Warszawskiego.

## Życiorys
Syn Ignacego Potockiego i Józefy Petroneli z Sułkowskich. W 1784 roku poseł województwa podolskiego. W 1790 roku był członkiem Komisji Porządkowej Cywilno-Wojskowej województwa krakowskiego dla powiatów ksiąskiego i lelowskiego.  Towarzysz Kawalerii Narodowej, członek Zgromadzenia Przyjaciół Konstytucji Rządowej. Był komisarzem ze stanu rycerskiego w Komisji Policji Obojga Narodów w 1792 roku.
W latach 1793–1802 zaangażowany w sprawy likwidacji zbankrutowanych banków warszawskich. Przeciwnik konfederacji targowickiej. W 1794 przyłączył się do powstania kościuszkowskiego, zwolennik umiarkowanej orientacji, członek Sądu Najwyższego Kryminalnego Koronnego, który skazał przywódców konfederacji targowickiej. Od 1793 związany z masonerią. W okresie okupacji pruskiej działał w Warszawskim Towarzystwie Przyjaciół Nauk i Eforacie Liceum Warszawskiego Samuela Lindego. 15 stycznia 1807 r. mianowany został dyrektorem policji w Komisji Rządzącej, zaś 5 października został ministrem policji Księstwa Warszawskiego. Członek Izby Edukacyjnej Księstwa Warszawskiego w 1808 roku.
W 1809 został kawalerem Orderu Świętego Stanisława. 24 listopada 1811 został zmuszony do podania się do dymisji z tego stanowiska za krytykę polityki francuskiej. Mianowany w zamian został senatorem-wojewodą i otrzymał wysoką dożywotnią rentę.
Od 14 lutego 1807 r. był także członkiem Izby Edukacyjnej, od 27 grudnia 1811 r. członkiem Dyrekcji Edukacyjnej. 22 marca 1810 został jednym z wysokich dostojników loży Wielkiego Wschodu Narodowego Księstwa Warszawskiego, później został wiceprezesem Towarzystwa Rolniczego.
21 marca 1809 został kawalerem Orderu Orła Białego.
21 września 1778 został mężem Teresy Ludwiki z Czapskich, córki wojewody malborskiego Michała Czapskiego, która wniosła mu dobra Koniecpol i Chrząstów z przyległościami. Miał syna Michała oraz córki: Joannę i Józefę.

## Publikacje
Opublikował:
- Des dimes en general et particulierement en Pologne (Warszawa 1801),
- Rzecz o rolnictwie (Warszawa 1804),
- O płodozmianach (Warszawa 1805).